# On Dangerous Ground
On Dangerous Ground (br.: Cinzas que queimam / pt.: Cega paixão) é um filme policial noir estadunidense de 1951, dirigido por Nicholas Ray para a RKO Pictures. O roteiro de A. I. Bezzerides se baseia no romance Mad with Much Heart de Gerald Butler.

## Elenco
- Ida Lupino...Mary Malden
- Robert Ryan...Jim Wilson
- Ward Bond...Walter Brent
- Charles Kemper...Pop Daly
- Anthony Ross...Pete Santos
- Ed Begley...Capt. Brawley
- Ian Wolfe...Xerife Carrey
- Sumner Williams...Danny Malden
- Gus Schilling...Lucky
- Frank Ferguson...Willows
- Cleo Moore...Myrna Bowers
- Olive Carey...Senhora Brent

## Sinopse

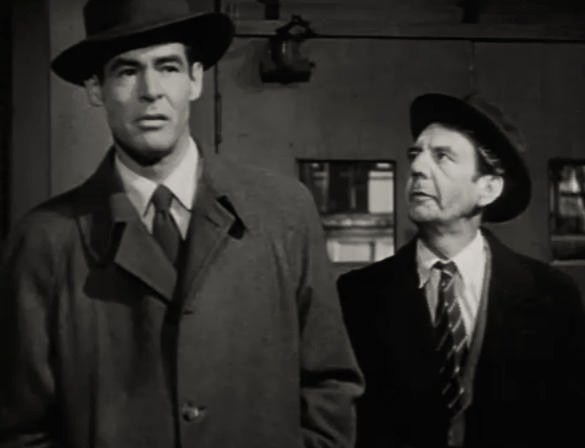
Robert Ryan e Gus Schilling em cena do trailer do filme

Jim Wilson é um detetive policial cujos muitos anos de ação nas ruas o afetaram e ele se descontrola e bate em bandidos com frequência. Após mais alguns espancamentos de suspeitos e para não ser afastado do trabalho, Jim é enviado a uma pequena cidade ao norte do país para "mudar de ares" e ajudar o xerife local na investigação de um caso de assassinato de adolescente. Ele encontra vários homens armados de espingarda perseguindo os rastros do criminoso e acaba se juntando na caçada ao lado do vingativo pai da adolescente morta, Walter Brent. As pistas levam os dois homens a uma cabana afastada habitada por uma solitária mulher cega, Mary Malden. Ela conta que o irmão dela chamado Danny vivia ali mas que saiu há alguns dias e não diz onde ele está. Os dois homens resolvem esperar ali para tentar pegar Danny quando voltasse ou forçar Mary a contar o que sabe.

## Recepção
O crítico do The New York Times Bosley Crowther deu ao filme uma resenha severa baseada no roteiro.  Ele escreveu (em tradução livre, como as demais): "Mas, como nós vimos, a história é sobre um affair rápido e irregular, como escrita por A. I. Bezzerides do livro de Gerald Butler Mad With Much Heart. A razão do sadismo do policial é explicada superficialmente, e certamente sua feliz redenção é fácil e romanticamente conseguida. E enquanto o desempenho mais irritante é do agricultor interpretado por Ward Bond, Ida Lupino é bem teatral no papel da moça cega que derrete o coração do policial. Apesar de toda a sincera e esperta direção e da fotografia impressionante da paisagem, o melodrama da R. K. O. falha em sua jornada pelo terreno escolhido" [referência ao título original em inglês que pode ser traduzido para "Em terreno perigoso"].
Fernando F. Croce, crítico da Revista Slant, gostou do filme e escreveu: "Pendurado entre o "noir" final da década de 1940 e meados da década de 1950, este é um dos grandes e esquecidos trabalhos do gênero...De feiura fácil, o material consegue uma beleza quase transcendental nas mãos de Ray, um poeta da expressão angustiada: A dureza urbana da cidade contrastada pelo austero campo nevado, para alguns é o mais desconcertante efeito de movimento em todo o cinema noir. Apesar da violência e intensidade constante, é destacadamente puro cinema".
O crítico Dennis Schwartz gostou do filme e da atuação dramática e escreveu: "Um esquemático filme noir de Nicholas Ray (They Live by Night) que supera seus artifícios convencionais e se torna um comovente drama psicológico sobre desespero e solidão-um dos melhores do tipo na história do cinema noir... O desempenho feroz de Robert Ryan é soberbo, capaz de nos convencer com segurança sobre ser verdadeiro o despertar espiritual de seu personagem; enquanto a moça gentil interpretada por Lupino age para humanizar o combatente do crime, que caminhou sobre o "terreno perigoso" da cidade e que nunca percebera antes que pudesse existir outro tipo de relva até se deparar com alguém tão profundo e tolerante como Mary".

## Música
A trilha sonora do filme foi composta por Bernard Herrmann (1911–1975). Instrumentação: flautim, 3 flautas, 2 oboés, 1 trompa inglesa, 2 clarinetas, clarinete baixo, 2 fagodes, contrabaixo, 8 trompas, 3 trompretes, 3 trombones, tuba, tímpano, bateria, tam-tam, prato de sino, piano e cordas.
Aos 35:25 do tempo do filme, pode-se ouvir uma sequência que Herrmann reutilizaria em 1957 para a bem conhecida canção de abertura da série televisiva Have Gun, Will Travel estrelada por Richard Boone. O andamento na versão do filme difere pouco da mais conhecida música-tema de televisão; o trecho em que esse tema é ouvido reúne também outros fragmentos de música incidental adaptada para uso no programa de TV.

## Ligação externa
- On Dangerous Ground. no IMDb.
- On Dangerous Ground do DVD Beaver (inclui imagens)